# Talsperre Montargil
Die Talsperre Montargil (portugiesisch Barragem de Montargil) liegt in der Region Alentejo Portugals im Distrikt Portalegre. Sie staut den Fluss Sor, den rechten (nördlichen) Quellfluss des Sorraia, zu einem Stausee (port. Albufeira da Barragem de Montargil) auf. Die namensgebende Gemeinde Montargil befindet sich etwa einen Kilometer flussaufwärts von der Talsperre auf der rechten Seite des Stausees. Ungefähr zehn Kilometer südöstlich der Talsperre Montargil befindet sich die Talsperre Maranhão.
Mit dem Projekt zur Errichtung der Talsperre wurde im Jahre 1954 begonnen. Der Bau wurde 1958 fertiggestellt. Die Talsperre dient neben der Bewässerung auch der Stromerzeugung. Sie ist im Besitz der Associação de Regantes e Beneficiários do Vale do Sorraia.

## Absperrbauwerk
Das Absperrbauwerk ist ein Staudamm mit einem Tonkern. Seine Höhe beträgt 48 m über der Gründungssohle (36 m über dem Flussbett). Die Dammkrone liegt auf einer Höhe von 83 m über dem Meeresspiegel. Die Länge der Mauerkrone beträgt 427 m und ihre Breite 12 m. Das Volumen des Bauwerks beträgt 858.000 m³.
Der Staudamm verfügt sowohl über einen Grundablass als auch über eine Hochwasserentlastung. Über den Grundablass können maximal 36 m³/s abgeleitet werden, über die Hochwasserentlastung maximal 765 m³/s. Das Bemessungshochwasser liegt bei 1.200 m³/s; die Wahrscheinlichkeit für das Auftreten dieses Ereignisses wurde mit einmal in 500 Jahren bestimmt.

## Stausee
Beim normalen Stauziel von 80 m (maximal 80,75 m bei Hochwasser) erstreckt sich der Stausee über eine Fläche von rund 16,46 km² und fasst 164,3 Mio. m³ Wasser – davon können 142,7 Mio. m³ genutzt werden. Das minimale Stauziel liegt bei 65 (bzw. 64,9) m.

## Kraftwerk
Es ist eine Francis-Turbine installiert, die sich in einem Maschinenhaus am Fuße des Staudamms befindet. Die durchschnittliche Jahreserzeugung liegt bei 5,9 Mio. kWh.